# Ей Джей Стайлс
Алън Лойд Джоунс (на английски: Allen Lloyd Jones), със сценичен прякор Ей Джей Стайлс, е американски професионален борец. Стайлс работи за WWE

## Кариера
Алън Джоунс учи в Колеж Андерсън в Андерсън, Южна Каролина на частична стипендия от борба. Докато учел в колежа, той участва в Националния Турнир NAIA в Лас Вегас, Невада преди да напусне Андерсън в преследване на професионалната си кариера като борец.

### Независими кръгове и WCW
Алън Джоунс е обучен от Рик Майкълс и дебютира на 15 февруари 1999 г. в намиращата се в Джорджия промоция – Националния шампионат по борба (National Championship Wrestling) – под името Г-н Олимпия, като губи първия си мач от Майкъл Брукс. Той постига значителен успех в NCW, печелейки едновременно Телевизионната титла и титлата в лека категория за осем месеца. През декември 1999 г. NCW се слива с NWA Georgia, за да създадат NWA Wildside и Джоунс се преименува на AJ Styles.
World Championship Wrestling, глобална компания, която често назначава таланти от NWA Wildside, наблюдава една от враждите на Стайлс срещу Парис и на двамата им били предложени договори рано през 2001. Стайлс и Парис съставят отбор по двойки на име „Въздушна атака“ (Air Raid), в който Стайлс често е наричан и Air Styles. Отборът им дебютира на WCW Thunder, a на 5 март 2001 са въведени в турнир за новооткритите титли по двойки в Лека категория, но губят още в първия рунд от евентуалните победители Еликс Скипър и Кид Ромео.
След фалирането на WCW, Стайлс остава без работа. Завръща се в NWA Wildside, където започнва да преследва Световната титла (Wildside Heavyweight Championship), която била притежание на бившия му учител „The Original Chosen One“ Рик Майкълс. Той побеждава Майкълс на 22 декември 2001 г. на „Коледния хаос“, използвайки патента си Сблъсъка на Стайлс (Styles Clash) от третото въже. Докато бил шампион, той враждувал със своята копирана версия, изиграна от „The Real Model“ Джейсън Крос, който дебютира като пълен клонинг на Стайлс, от вида и хватките до завършващата му хватка – Styles Clash (този образ бил използван на по-високо ниво по време на престоя му в Ring Of Honor, когати Джими Рейв изиграва допелгангера на Стайлс).
След като губи титлата си от Дейвид Янг в троен мач заедно с Рик Майкълс на 23 март 2002 г., Стайлс подписва договор с NWA: TNA и се завръща в Wildside само за частични появи, за да издигне профила на букингите. Освен TNA, той прави появи и в Австралия с краткотрайната промоция WWA (World Wrestling All-Stars) през април 2002. Направил своя PPV дебют на 13 април в Мелбърн на шоуто „WWA Eruption“, когато победил Нова и Джери Лин в турнир с четири души, за да стане международен шампион в средна категория (WWA International Cruiserweight Championship). По-късно оставил титлата вакантна.

### Ring Of Honor
Стайлс се присъединява и към Ring Of Honor през 2002. Той става първият ROH Pure Wrestling шампион през 2004, когато побеждава Си Ем Пънк на финала на турнир за една вечер. Но Стайлс бива принуден да напусне ROH, заедно с Кристофър Даниелс, когато TNA изтегля всичките си изпълнители от ROH, затова и бил принуден да остави титлата си в Чиста борба. Завръща се през 2005 г. и започва вражда срещу Джими Рейв, на когото е ментор преди раздялата с федерацията. По време на отсъствието му, Рейв предава Стайлс, съюзявайки се с The Embassy, хийл отбор, воден от богатия Гански Принц Нана. Известен като „Crown Jewel of the Embassy“, Рейв започва да използва коронната хватка на Стайлс и я нарича Rave Clash, твърдейки, че той я е създал. Двамата си разделят по една победа, а кулминацията на враждата се състои в жестока битка на „Glory By Honor IV“ на 17 септември, като условие на мача е изгубилият да не използва никога повече Сблъсъка на Стайлс/Рейв. Стайлс побеждава с Мик Фоли в ъгъла си, прилагайки Super Styles Clash (Сблъсъка на Стайлс от второто въже) през маса.
След кратка почивка, Стайлс се завръща в ROH на This Means War през октомври 2005 г. Той побеждава лидера на Generation Next, Остин Ейрис, който бива атакуван от Посолството на Принц Нана след мача. На следващото шоу, Стайлс и Мат Сайдел побеждават Джими Рейв и Abyss от посолството. На Vendetta, Стайлс изиграва последния си мач срещу Посолството, когато той, Остин Ейрис, Джак Еванс и Мат Сайдел побеждават Рейв, Алекс Шели, Abyss и Нана в отборен мач.
На A Night of Tribute, Стайлс се изправящ срещу Мат Сайдел и Кристофър Даниелс в троен мач, като победителя получава мач за световната титла на ROH в края на шоуто. Даниелс печели мача. На първото шоу за 2006 г., Ей Джей Стайлс побеждава Мат Сайдел в мач, като след това двамата се разбират да сформират отбор, с който да се насочат към отборните титли, тогава държани от Остин Ейрис и Родерик Стронг. Преди да има мач между двата отбора, Стайлс получава шанс за световната титла, но не успява да победи Браян Даниелсън.
На Fourth Anniversary Show, Стайлс и Сайдел получават шанс за отборните титли на ROH, но биват победени от шампионите Ейрис и Стронг. На Dragon Gate Challenge, Стайлс и Сайдел отново влизат в отбор срещу Dragon Kid и Генки Хоригучи, членове на отбора До FIXER от промоцията Dragon Gate. На следващата вечер, двамата победили отборните шампиони на ROH в мач, който не бил за титлите. На следващото шоу, Стайлс влиза в четворен мач срещу Кристофър Даниелс, Джими Йенг и Самоа Джо, но губи след като Джо го тушира.
След това Стайлс започва да прави по-малко появи за ROH. Той се завръща на Death Before Dishonor IV, където побеждава новобранеца Дейви Ричардс. По-късно се завръща на Time To Man Up, но губи от Самоа Джо. След мача, той казва, че ще си почине от ROH няколко месеца, но след този мач, който коментаторите продължават да наричат последния му ROH мач, той не се е връщал в компанията.

### TNA
През май 2002, Стайлс подписва договр с Total Nonstop Action Wrestling (TNA) и се нарича „Феноменалния“ (The Phenomenal) Ей Джей Стайлс (прякор, оригинално поставен от коментатора на Wildside Дан „Дракона“ Уилсън). Дебютира на първото седмично шоу на TNA като партньор на Джери Лин и Low-Ki и губейки от „Летящите Елвиси“ (Хорхе Естрада, Сони Сиаки и Джими Йенг). На следващата седмица на 26 юни, Стайлс побеждава Лин, Low-Ki и Psicosis в мач с двойна елиминация, за да стане първия TNA X Division шампион. Печели втора титла на третото шоу, съюзявайки се с Джери Лин и побеждавайки Лени Лейн и Брус на финала на турнир, чиято награда е вакантната от години Световна отборна титла на NWA (NWA World Tag Team Championships).
Стайлс защитава успешно титлите си в следващите няколко седмици, но започва да се сдърпва с Лин по време на отборните им мачове. На 14 август 2002, двамата завършват мач без победител срещу Рон Килингс и Джеф Джарет и титлите им биват отнети.
През следващите седмици, той и Лин изиграват мач, където тушовете се броят навсякъде (спечелен от Лин), мач без дисквалификация (спечелен от Стайлс) и десетминутен мач на железните мъже, който завършва наравно, след като и двамата си разделят три туша. На 28 август Стайлс защитава Х титлата си в мач със стълби срещу Лин и Low-Ki и губи титлата от Лин.
Взимайки Мортимър Плъмтри и Сони Сиаки за съюзници, Стайлс продължава враждата в няколко успешни седмици. На 23 октомври 2002 г., той побеждава Syxx-Pac за Х титлата, ставайки шампион за втори път. Той губи титлата за втори път от Лин на 6 ноември и до края на годината прави няколко неуспешни опита за връщането ѝ.

#### Борба за световната титла на NWA
През 2003 година, Стайлс започва да се концентрира върху Световната титла на NWA. След като побеждава Дейвид Флеър на 15 януари, той става претендент номер едно и се съюзява с Лари Збизко, присъединявайки се към групата на Винс Русо, Sports Entertainment Xtreme (S.E.X.). Стайлс се изправя срещу световния шампион Джеф Джарет на 19 февруари, но бива победен. По време на мача, Стайлс отново става face борец и атакува S.E.X., които се опитват да се намесят в негова полза, но той не иска да спечели по този начин.
Стайлс враждува за кратко с Рейвън и Глен Гилбърти, след което формира нов отбор по двойки с Д’Ло Браун през април 2003. Отборът им се разделя на 28 май и двамата започват да гонят Световната титла. След като Стайлс побеждава Браун в мач за определяне на номер едно претендент, той влиза в троен мач заедно с Джарет и Рейвън за титлата. Стайлс печели мача и титлата (ставайки първия TNA Triple Crown Winner – единствения човек, печелил и трите титли на промоцията) с намесата на Винс Русо, който удря Джарет с китара, после празнува с Русо победата си, ставайки отново heel борец. На 18 юни 2003, на първата годишнина на TNA, Джарет и дебютиращия в TNA Стинг побеждават Стайлс и тайния му партньор, Сикс-Пак.
През юли 2003 Стайлс успешно защитава титлата си срещу Д’Ло Браун. До края на царуването си като шампион, той побеждава различни противници, докато не я губи от Джеф Джарет на 22 октомври. След загубата си, Стайлс отново прави обрат във face, а Джарет става heel. Въпреки настяването на Джарет Стайлс да се върне в Х Дивизията, Стайлс продължил да преследва Световната титла. На 12 ноември той се съюзява със Стинг, за да победи Джарет и Лекс Лугър. Стайлс се изправя срещу Джарет на 3 декември, но губи мача поради намеса на Кид Кеш.
През януари 2004, Стайлс е наречен „Mr. TNA“ от феновете чрез гласуване. Стайлс враждува с Джарет и Abyss през януари и на 4 февруари, след като настоява мач за титлата, съюзникът на Джарет, Дон Кали, с го принуждава да се съюзи с Abyss в мач за Световните отборни титли срещу Кевин Норткът и Легендата. Abyss пречи на опитите на Стайлс преди да го напусне напълно, но Стайлс успява да надвие и двамата си противници, ставайки двукратен отборен шампион с Abyss. Още на следващата седмица Стайлс побеждава Abyss в мач за контрол над двете титли, след като намесата на Джарет води до дисквалификация. Победата му бива обърната от Калис, което довело до нов мач, спечелен от Abyss, след като Лекс Лугър се намесва, давайки на Abyss контрол над двете титли. Abyss и Стайлс продължават враждата си и на 17 март Abyss побеждава Стайлс, за да стане номер едно претендент за световната титла.
На 21 април, Крис Харис, уреден в мач за титлата същата вечер, бива атакуван от Рейвън. Като резултат, Винс Русо, който тогава е пълномощен директор на TNA, избира Стайлс за заместник на Харис и двамата с Джарет се изправяти един срещу друг в стоманена клетка. Когато Джарет се опитва да удари Стайлс с китарата си, Русо опитва да го спре през клетката, позволявайки на Стайлс да се изправи и да раздроби китарата с Пелè ритник. Стайлс тушира Джарет, за да стане двукратен Световен шампион на NWA. Той защитава успешно титлата срещу Рон Килингс, Рейвън и Крис Харис, но на 19 май защитава титлата си и срещу тримата в четворен мач. Джарет се намесва в мача и удря Стайлс с китара, позволявайки на Килингс да спечели шампионата. На 2 юни и петимата участват за титлата в мач „Краля на планината“, който бива спечелен от Джарет.

#### Отново в Х дивизията
Малко след това Стайлс се връща в Х Дивизията, печелейки четворен мач, за да стане номер едно претендент за Х титлата. На 9 юни той побеждава Франки Казериан, за да стане трикратен Х шампион. В последвалите седмици той защитава успешно титлата срещу Кид Кеш и Далас, както и Казериан и Г-н Агила. На 28 юли той защитава титлата си срещу Казериан и Майкъл Шейн в Ultimate X мач. След като Кеш се намесва в мача, Шейн и Казериан грабват едновременно титлите, ставайки Х ко-шампиони.
След няколко неуспешни опита да върне титлата си, Стайлс се бори с Кеш в няколко мача, завършвайки враждата в мач с маси на 8 септември, спечелен от него. През октомври той започва вражда с Пити Уилямс, който тогава бе спечелил Х титлата и на 7 ноември на Victory Road 2004, първото месечно PPV на TNA, той предизвиква Уилямс за Х титлата. През седмиците преди мача, Стайлс дори започва да използва коронната хватка на Уилямс – Канадския унищожител – тъй като самият Уилямс използва Сблъсъка на Стайлс върху няколко борци. Уилямс запазва титлата си с помощта на мениджъра си Скот Д’Амор. След този мач Стайлс започва вражда с обявилите се за „Крале на кеча“ Джеф Джарет, Скот Хол и Кевин Неш, които отправят предизвикателство към всички отбори. На предизвикателството им отговорили „3Live Kru“ (Конан, BG Джеймс и Рон Килингс) и „Macho Man“ Ранди Савидж и Стайлс.
На 12 ноември 2004 г., Стайлс и Джеф Харди печелят мач срещу The Naturals, като след мача „Кралете на кеча“ ги нападат. След още няколко сблъсъка, Харди, Стайлс и Савидж се съюзяват, за да се изправят срещу „Кралете“ на Turning Pint 2004 на 5 декември. Макар Савидж да се появява по-късно в мача, „Кралете на кеча“ биват победени след като Савидж влиза в мача и тушира Джарет с пакет.

#### Ей Джей Стайлс срещу Кристофър Даниелс
Стайлс се завръща в Х Дивизията през 2005 и на 16 януари на Final Resolution 2005, той печели за четвърти път Х титлата в Ultimate Х мач, побеждавайки Крис Сейбин и шампиона Пити Уилямс. На 21 януари, Кристофър Даниелс обвинява Стайлс, че го „избягва“ (двамата дотогава не са имали единични мачове помежду си). След като Даниелс предизвиква Стайлс на месечния турнир, пълномощният директор Дъсти Роудс обявява, че ще получи мача, но само ако Стайлс не успее да го победи за десет минути същата вечер. Даниелс издържа десет минути и се изправя срещу Стайлс в 30-минутен мач на железните мъже на 13 февруари на турнира Against All Odds 2005. Мачът завършва равен (1:1). Дъсти Роудс отново се намесва и обявява правилото „внезапна смърт“, удължавайки мача до последеш туш. В продължението, Стайлс побеждава Даниелс, за да задържи титлата си.
Враждата между Стайлс и Даниелс продължава и на 13 март, на Destination X 2005 двамата се изправят отново един срещу друг, заедно с Еликс Скипър и Рон Килингс в Ultimate X Challenge. Скипър елиминира Килингс, а Даниелс елиминира Скипър, водейки до нормален Ultimate X единичен мач. Докато реферът е в безсъзнание, Стайлс успява да вземе титлата, но Даниелс го поваля с Ангелските криле и взима титлата. Възстановилият се съдия вижда, че титлата е в Даниелс и обявява него за Х шампион.
Изгубил Х титлата, Стайлс започва вражда с Abyss. На Lockdown 2005 през април, той го побеждава в шестоъгълна стоманена клетка, за да стане номер едно претендент за Световната титла. Стайлс се изправя на 15 май срещу шампиона Джеф Джарет в турнира Hard Justice 2005. След като Джарет избутва специалният съдия-гост, боецът Тито Ортиц, Ортиц го нокаутира с юмрук, позволявайки на Стайлс да приложи Спирала (маневра от третото въже, която Стайлс не бе използвал от месеци) и да тушира Джарет, печелейки трета Световна титла. Стайлс защитава титлата си на 19 юни на третата годишнина на TNA, Slammiversary 2005 в мач „Краля на планината“ срещу Шон Уолтман (Syxx-Pac), Рейвън, Монти Браун и Abyss, но губи мача и титлата си от Рейвън.
На 1 юли, Стайлс се изправя срещу Шон Уолтман. Те се изправят един срещу друг на No Surrender 2005 на 17 юли със съдия Джери Лин. Мачът бива спечелен от Стайлс, след като Лин не позволява на Уолтман да мами. След това Стайлс се връща да преследва Х титлата, влизайки в турнира TNA 2005 Super X Cup, в който победителят получава мач за титлата. Стайлс побеждава Мат Бентли (Майкъл Шейн) на четвъртфинала и Пити Уилямс на полуфинала, но губи от Самоа Джо на Sacrifice 2005 след намеса на шампиона Кристофър Даниелс. Въпреки това, пълномощният директор на TNA, Лари Збизко го включва в мача на победителя, тъй като Даниелс е причината за загубата му срещу Джо. И така, на 11 септември в Unbreakable 2005, Стайлс влиза в троен мач със Самоа Джо и Кристофър Даниелс и тушира Даниелс, за да стане петкратен шампион на Х Дивизията.
Стайлс защитава титлата си успешно срещу Даниелс във втори 30-минутен мач на железните мъже на Bound For Glory 2005 (най-престижното шоу на TNA), на 23 октомври. Същата вечер, Пити Уилямс печели спорно Ултимативен Х мач, за да стане номер едно претендент. Поради техническите проблеми, заради които Уилямс печели (нездраво закрепен кръст), Уилямс защитава претендентското си място на още един Ултимативен Х мач на 3 ноември и отново печели. Стайлс губи от Уилямс във finisher challenge мач (първият, приложил коронната си хватка, печели), който не е за титлата, но побеждава Уилямс на Genesis 2005 посредством Сблъсъка на Стайлс от третото въже.
На 19 ноември, Стайлс предизвиква Самоа Джо на Turning Point 2005, заявявайки, че Джо е нарушил „кодекса на уважението“ в Х Дивизията, след като е атакувал партньора си, Кристофър Даниелс, на „Genesis“. Джо побеждава Стайлс в отличен мач, ставайки новият Х шампион.
На 1 януари 2006, на новогодишния епизод на Импакт!, Стайлс и Даниелс се съюзяват срещу America’s Most Wanted за отборните титли, но бива победен, след като Шанън Мур го атакува, позволявайки на Джеймс Сторм да го тушира.
Стайлс печели наградата „Mr TNA“ и за 2005 г. По време на церемонията, плочата му бива отнета от Шанън Мур. Стайлс побеждава бореца от NJPW (New Japan Pro Wrestling) Хироши Танахаши в „Интернационален Х“ мач на Final Resolution 2006. Шанън Мур се намесва по време на мача, удряйки случайно Танахаши с плочата, позволявайки на Стайлс да приложи Styles Clash, последван от туш. След мача, Танахаши връща плочата на Стайлс.
На Against All Odds 2006, Стайлс и Даниелс предизвикват шампиона на Х дивизията Самоа Джо в мач реванш от „Unbreakable“. Стайлс губи мача посредством Мускулотрошач от Джо, който го тушира, за да запази титлата. Джо защитава титлата си отново срещу Стайлс и Даниелс в Ultimate X мач на Destination X 2006 на 12 март и губи титлата си от Крис Даниелс.
На Lockdown 2006 през април, Стайлс, Рон Килингс, Райно и Стинг се изправят срещу Джеф Джарет, Скот Стайнър и AMW в Lethal Lockdown мач. По време на мача, Стайлс полага Джеймс Сторм върху една маса на върха на шестоъгълната клетка и се изкачва на стълба, после увисва над Сторм, задържайки се за една преграда на тавана на арената, откъдето пада върху Сторм и през масата. Отборът на Стинг печели мача, след като Стинг принуждава Крис Харис да се предаде.

#### Ей Джей Стайлс и Кристофър Даниелс
Стайлс продължава в отборната дивизия, съюзявайки се с дълголетния си враг Кристофър Даниелс в мачове срещу AMW за отборните титли на 4 май и Sacrifice 2006, провел се по-късно през май. Но отборът им губи поради намеси на Гейл Ким. Стайлс и Даниелс получават още една възможност срещу AMW на 18 юни 2006, на четвъртата годишнина на TNA – Slammiversary 2006, при условие, че предизивкват отбора им за последен път.
На Slammiversary Стайлс и Даниелс и AMW изиграват прекрасен отборен мач, в който Стайлс и Даниелс се оказват по-добрия отбор и печелят отборните титли след новата им победна комбинация – жабешка преса, следвана от Най-доброто салто (frogsplash/BME combo). На Victory Road ’06. AMW получават реванш за титлите, този път в мач 3 на 3, като към двата отбора се добавят виновничката за загубите на Стайлс и Даниелс – Гейл Ким – и „неутрализаторката ѝ“, с чиято помощ те печелят титлите – Сирелда. И така, на следващото PPV, Стайлс, Даниелс и Сирелда побеждават AMW и Гейл Ким, запазвайки титлите си.
Веднага след турнира, на епизод на Импакт Стайлс и Даниелс обявяват, че ще дадат договор за мач за титлите си на всеки един отбор в TNA. Първи противници се оказва групата на Конан – Latin-American Exchange (LAX), съставена от The Notorious 187 Homicide и Hotstuff Хернандез. Двата отбора враждуват цял месец преди мача им, а на Hard Justice 2006 Стайлс и Даниелс побеждават LAX, запазвайки титлите си. Но две седмици по-късно, LAX получават реванш, избирайки мачът да бъде „Гранична свада“ (уличен бой). С намеса на Конан, Homicide заковава Ace Crusher на Даниелс през маса и го тушира, отнемайки титлите им.
На следващата седмица обаче, Стайлс и Даниелс обявяват, че те също имат право на реванш с техни правила, затова избират следващата среща между двата отбора да се състои на 24 септември, на No Surrender 2006, този път в първия отборен Ultimate Х мач. Стайлс и Даниелс побеждават LAX и стават отново шампиони, след като Даниелс взема титлите от кабелите, въпреки намесата на Конан. Двата отбора провеждат последен мач помежду си на Bound For Glory 2006 в шестоъгълна стоманена клетка. Клетката обаче не успява да неутрализира Конан, който задържа Даниелс за гърлото със закачалка, оставяйки Стайлс да се справя сам с Хомисайд и Хернандез. Въпреки коравата му съпротива, двамата се оказват твърде голяма лъжица за Стайлс и накрая Хомисайд го поваля с Гринго Убиец, туширайки го и отнемайки отново отборните титли.

#### Лошият Стайлс и Коалицията
На следващото издание на TNA Импакт, Стайлс участва във Fight For The Right мач и въпреки че е елиминиран, той остава във финалната петица, което го включва в турнира след мача. Следващата седмица, той се изправя срещу другия финалист и тогавашен шампион на Х дивизията, Крис Сейбин и го побеждава, печелейки шестата си Х титла. Той отива на финалите на FFTR турнира, но бива победен от Abyss след намеса на Крисчън Кейдж и Крис Сейбин.
На 16 ноември 2006 г., Стайлс защитава Х титлата си в троен мач срещу Кристофър Даниелс и Крис Сейбин, но я губи след като Даниелс покрива Сейбин, докато Стайлс се разправя с Крисчън Кейдж. Това води до мач между него и Кейдж на Genesis 2006, но Кейдж го побеждава след като контрира негов залез, докато се опитва да вземе стол от помагащия на Стайлс Крис Даниелс. След мача, двамата се скарват, което извежда Райно на ринга, опитвайки се да ги помири. Същото става и следваата седмица, но Стайлс отказва да слуша Райно и прави интервю срещу него, в което става ясно, че отново става на heel, за първи път от 2003 г. насам.
Стайлс и Райно влизат в мач на Turning Point 2006 и по време на мача Стайлс се преструва на контузен в коляното. Докато куп съдии го преглеждат, Райно се разсейва, позволявайки на Стайлс да скочи в ринга и да го преобърне за бърз туш. Враждата им се пренася на Final Resolution 2007, когато се изправят един срещу друг в мач на последния оцелял. Райно поваля Стайлс с Gore и отбелязва туш, след което съдията започва да брои до 10. На 8 Стайлс получава възможност да се изправи и да продължи мача, но отказва, подарявайки победата на Райно. Двамата влизат в Motor City Chain мач на Aggainst All Odds 2007, когато Стайлс тушира Райно след като Райно го пропуска копие и улучва изправена в ъгъла мача. Последният мач на враждата им се състои на Destination X 2007, когато двамата се изправят един срещу друг в първия Elevation X мач – Х-образна платформа, издигната на 20 фута над ринга, където загубилият е този, който падне от върха ѝ. В опасен мач, Райно улучва Стайлс с Gore и стъпва на пръстите му, запращайки го върху ринга от платформата.
На следващия Импакт след Destination X, Стайлс се присъединява към Коалицията на Крисчън Кейдж и той, Кейдж, Томко, Скот Стайнър и Abyss се изправят срещу Кърт Енгъл, Стинг, Райно, Самоа Джо и Джеф Джарет в Lethal Lockdown мач на Lockdown 2007. Отборът на Стайлс губи, след като Abyss бива туширан от Стинг.
На Sacrifice 2007, Стайлс губи мач срещу Самоа Джо. В следващите издания на Импакт, Стайлс побеждава съотборника си Томко, за да се класира за „Краля на планината“ на Slammiversary. На петата годишнина на TNA, Slammiversary 2007, Стайлс се изправя срещу Крисчън Кейдж, Самоа Джо, Стинг, Кърт Енгъл и Крис Харис за първата Световна титла на TNA (която се създава след като NWA се разделя от TNA и взимат титлата си). Стайлс и Кейдж играят като отбор през по-голяата част от мача, но в крайна сметка мачът е спечелен от Кърт Енгъл. На Victory Road ‘07, Стайлс се съюзява с Томко, за да поемат Стинг и Abyss. Двамата губят, след като Abyss тушира Томко посредством Black Hole Slam. Стайлс, Томко и Кейдж влизат в Doomsday Chamber of Blood мач на Hard Justice 2007, срещу Стинг, Abyss и Андрю Мартин, но губят след като Стайлс е туширан от Abyss.
На 9 септември 2007 г., Стайлс и Томко влизат в Gauntlet мач за претендентско място за отборните титли на TNA, заедно с 9 други отбора. Накрая остават Томко и Стайлс срещу Крис Сейбин и Алекс Шели – The Motor City Machine Guns. Въпреки упоритата съпротива на Сейбин и Шели, Стайлс тушира Сейбин след като контрира на преобръщане и двамата с Томко стават претенденти за отборните титли на Bound For Glory 2007.
През октомври, на „Bound for Glory“, Стайлс и Томко побеждават Рон Килингс и Рашийд Луциус Крийд, за да станат новите отборни шампиони на TNA. Те защитават титлите си успешно срещу отбори като LAX, BG Джеймс и Боб „Куршума“ Армстронг, Самоа Джо и Кевин Неш и др.
Междувременно, Стайлс е изправен пред труден избор – дали да помогне на досегашния си приятел Крисчън Кейдж, или да застане на страната на Енгъл и Алианса на Енгъл. През януари 2008 г. на „Final Resolution“, той прави избора си и изиграва Кейдж, коствайки му световната титла.
На седмично шоу на iMPACT!, Стайлс случайно се оказва на мястото на младоженеца по време на подновяването на обетите между Кърт и Керън Енгъл. Макар законно да не са женени, Керън казва на Стайлс, че са и Стайлс не спира да го повтаря на Енгъл. Това води до размирици в Алианса на Енгъл, те дори губят мач срещу Самоа Джо, Кевин Неш и Крисчън Кейдж на „Destination X“ през март 2008 г.
На 13 април, в PPV-то „Lockdown“, Стайлс става част от отбора на Томко, състоящ се от Томко, Стайлс, Брат Рей, Брат Дивон и Джеймс Сторм, срещу отбора на Крисчън Кейдж – Кейдж, Стинг, Мат Морган, Райно и Кевин Неш. Отборът му губи, когато Райно тушира Сторм.
Още на следващия iMPACT!, Стайлс и Томко защитават титлите си по двойки срещу Каз и Ерик Янг. По време на мача, Янг напуска ринга и се връща под втория си образ – Супер Ерик и тушира Стайлс със северно сияние, за да спечели титлите. Стайлс се оплаква на Джим Корнет, обявявайки Супер Ерик за външна намеса. Ерик Янг отказва да признае, че той е Супер Ерик и така титлите по двойки стават вакантни. Корнет обявява турнир за титлите и Стайлс е принуден да открие свой партньор, тъй като по това време Томко се бие в Япония (по история). Стайлс взима за свой партньор Супер Ерик и двамата побеждават Джими Рейв и Ланс Хойт, за да достигнат четвъртфиналите. На „Sacrifice“, Стайлс и Ерик побеждават BG Джеймс и Невероятната Конг. На полуфиналите обаче нямат успех и биват победени от отбора, който по-късно вечерта става шампион по двойки – LAX.

#### Защитавайки Керън Енгъл
Докато драмата между Кърт и Керън Енгъл се развива, Стайлс става все по-близък с Керън и евентуално си носи гнева на Кърт, който го пребива заедно с Team 3D и Букър Т на едно издание на iMPACT! Стайлс получава отмъщението си на „Slammiversary 2008“, изправяйки се срещу Енгъл. Керън се намесва в мача и изиграва съпруга си, излъгвайки го, че ще му подаде стол, като това позволява на Стайлс да закове Сблъсъка си за успешен туш. Енгъл обаче не се отказва и продължава да напада Стайлс през следващите седмици, евентуално достигайки се до обявяването на мач ежду него, Крисчън Кейдж и Райно срещу Кърт Енгъл и Отбор 3D на „Victory Road '08“. Отборът на Енгъл обаче побеждава този на Стайлс след намеса на ММА боеца Франк Триг. Враждата продължава и през следващия месец и на „Hard Justice“ двамата се изправят в мач на последния оцелял, спечелен от Стайлс. Стайлс продължава атаката си и след мача, нанасяйки допълнително щети на врата на Енгъл, което води до появата на Стинг, който неутрализира Стайлс, само месец след като направи същото със Самоа Джо. През следващия месец Стайлс не успява да се квалифицира в мач за световната титла след като Франк Триг отново му коства мач. Това води до мач с ММА правила на „No Surrender“. Мачът приключва без победител, след като Триг нанася удар под пояса на Стайлс, който обаче го пребива след това, слагайки точка и в тази вражда.

#### The Main Event Mafia срещу The Front Line
В ростера на компанията се забелязва разделение на два лагера – ветерани, изискващи уважение и млади звезди, смятащи, че дават достатъчно уважение, за да им бъде отстъпено мястото на по-главните звезди. Скоро Стайлс, заедно със Самоа Джо, оглавява групата на младите, която по-късно е кръстена The Front Line от Райно. Стайлс получава мач за световната титла срещу Стинг на „Turning Point“, но губи след намеса на други членове на The Main Event Mafia – Скот Стайнър, Букър Т, Кевин Неш и Кърт Енгъл. На следващото PPV – „Final Resolution“, Стайлс, Джо и Отбор 3Д се изправят срещу четирима от членовете на МЕМ в отборен мач с условието, че ако Front Line спечели, Стайлс печели световната титла. МЕМ обаче надделяват и Стинг запазва титлата си след като тушира Джо. На турнира No surrender провел се на 20 септември е уреден мач между Кърт Енгъл, Стинг, Мат Морган и Ей Джей. Ей Джей тушира Кърт Енгъл и става световен шампион в тежка категория в ТНА.

## В кеча
- Коронни хватки
  - Сблъсъка на Стайлс (Styles Clash – обърнато тръшване корем до гръб)
  - Супер Сблъсък (Super Styles Clash – Сблъсък от второто въже)
  - Спирала (Spiral Tap – тирбушонно салто-сентон)
  - Жабешка преса

- Хватки-патенти
  - Пелè (Pelè – ритник от задно салто)
  - Cliffhanger (пожарникарска носилка във вратотрошач)
  - Феномен / Кебрада ДДТ (Quebrada DDT – обърнато ДДТ след задно салто)
  - Падаща звезда (Shooting Styles Press)
  - Стилен трошач (Styles Buster – заден суплекс в лицетрошач)

- Мениджъри
  - Джеф Бейли
  - Мик Фоли
  - Джими Харт
  - Алексис Ларий (Мики Джеймс)
  - Мортимър Плъмтри
  - Винс Русо
  - Лари Збизко

- Прякори
  - „Г-н TNA“
  - „Феноменалния“
  - „Просто Феноменален“

### Титли и постижения
- All Access Wrestling
  - Шампион в тежка категория на AAW (1 път)
- Ballpark Brawl
  - Натурален шампион в тежка категория (1 път)
- Christian Wrestling Federation/Entertainment
  - Шампион в тежка категория на CWF/CWE (1 път)
- Family Wrestling Entertainment
  - Шампион в тежка категория на FWE (1 път)
- Independent Professional Wrestling (Florida)
  - Шампион в тежка категория на IPW (4 пъти)
- Independent Wrestling Association Mid-South
  - Шампион в тежка категория на IWA Mid-South (1 път)
  - Ted Petty Invitational (2004)
- International Wrestling Cartel
  - Шампион на IWC Super Indies (4 пъти)
- Independent Wrestling Revolution
  - Шампион на IWR King of The Indies (1 път)
- Maximum Pro Wrestling
  - Шампион в полутежка категория на Max-Pro (1 път)
- Midwest Pro Wrestling
  - Универсален шампион в тежка категория на MPW (1 път)
- New Japan Pro Wrestling
  - Шампион в тежка категория на IWGP (2 пъти)
- New Korea Pro Wrestling Association
  - Младши шампион в тежка категория на NKPWA (1 път)
- NWA Wildside
  - Шампион в тежка категория на NWA Wildside (1 път)
  - Телевизионен шампион на NWA Wildside (3 пъти)
- Pennsylvania Premiere Wrestling
  - Отборен шампион на PPW (1 път) – с Томи Суеде
- Pro Wrestling Guerrilla
  - Световен шампион на PWG (1 път)
- Pro Wrestling Illustrated
  - Мач на годината (2016) срещу Джон Сина на Лятно тръшване
  - Отбор на годината (2006) с Кристофър Даниелс
  - Кечист на годината (2016)
  - PWI 500 го класира на No.1 от най-добрите 500 единични кечисти през 2010
- Revolution Pro Wrestling
  - Британски шампион в тежка категория на RPW (1 път)
- Ring of Honor
  - Чист шампион на ROH (1 път)
  - Световен отборен шампион на ROH (1 път) – с Амазинг Ред
  - ROH Pure Wrestling Championship Tournament (2004)
- Total Nonstop Action Wrestling
  - Световен шампион в тежка категория на NWA (3 пъти)
  - Световен отборен шампион на NWA (4 пъти) – Джери Лин (1), Бездна (1), и Кристофър Даниелс (2)
  - Легендарен глобален телевизионен шампион на TNA (2 пъти)
  - Световен шампион в тежка категория на TNA (2 пъти)
- World Wrestling Entertainment
  - WWE шампион (2 пъти)
  - Шампион на Съединените Щати (3 пъти)
  - Интерконтинентален шампион (1 път)
  - Отборен шампион на Първична сила (1 път)